# Olympische Sommerspiele 2008/Teilnehmer (Georgien)
| Gelbes Symbol für Goldmedaillen mit stilisierten Olympischen Ringen | Graues Symbol für Silbermedaillen mit stilisierten Olympischen Ringen | Braundes Symbol für Bronzemedaillen mit stilisierten Olympischen Ringen |
| ------------------------------------------------------------------- | --------------------------------------------------------------------- | ----------------------------------------------------------------------- |
| 3                                                                   | 2                                                                     | 2                                                                       |

Georgien nahm bei den Olympischen Sommerspielen 2008 in Peking zum vierten Mal als eigenständige Nation an Olympischen Sommerspielen teil. Insgesamt nominierte das Georgische Olympische Komitee 35 Athleten und war in elf Sportarten vertreten.
Kurz nach der Eröffnungsfeier begann am 9. August 2008 der Kaukasus-Konflikt zwischen Georgien und Russland, sodass zeitweise sogar über einen Rückzug nachgedacht wurde. Beim Schießwettbewerb in der Disziplin Luftpistole über 10 Meter der Frauen gewann die Georgierin Nino Salukwadse Bronze und die Russin Natalja Paderina Silber. Als Zeichen des olympischen Friedens umarmten sich beide bei der Siegerehrung. Auch im Beach-Volleyball-Spiel der Damen umarmten sich während der Vorrunde der Gruppe C die Spielerinnen der georgischen und russischen Mannschaft.

## Medaillengewinner
| Medaille       | Name                 | Sport        | Wettkampf                       |
| -------------- | -------------------- | ------------ | ------------------------------- |
| Goldmedaille   | Manutschar Kwirkelia | Ringen       | Griechisch-römisch (bis 74 kg)  |
| Goldmedaille   | Rewas Mindoraschwili | Ringen       | Freistil (bis 84 kg)            |
| Goldmedaille   | Irakli Zirekidse     | Judo         | Mittelgewicht (bis 90 kg)       |
| Silbermedaille | Giorgi Gogschelidse  | Ringen       | Freistil (bis 96 kg)            |
| Silbermedaille | Arsen Kasabijew      | Gewichtheben | Mittelschwergewicht (bis 94 kg) |
| Bronzemedaille | Otar Tushishvili     | Ringen       | Freistil (bis 66 kg)            |
| Bronzemedaille | Nino Salukwadse      | Schießen     | Luftpistole 10 Meter            |

Giorgi Gogschelidse rutschte nach den Doping-Nachtests im Jahr 2016 vom Bronze- auf den Silberrang, da der Kasache Taimuras Tigijew wegen Dopings disqualifiziert wurde.

## Teilnehmer nach Sportart

### Beachvolleyball
Männer:
- Renato Gomes
- Jorge Terceiro

Frauen:
- Cristine Santanna
- Andrezza Martins das Chagas

### Bogenschießen
Frauen:
- Kristine Essebua
Einzel
- Chatuna Narimanidse
Einzel

### Boxen
- Nikolos Isoria
Federgewicht
- Kachaber Schwania
Weltergewicht

### Gewichtheben
Männer:
- Rauli Tsirekidze
Männer, bis 85 kg
- Arsen Kasabijew
Männer, bis 94 kg (Silber )
- Albert Kusilowi
Männer, bis 105 kg

### Judo
- Saba Gawaschelischwili
Männer, bis 81 kg
- Lascha Gudschedschiani
Männer, über 100 kg
- Sasa Kedelaschwili
Männer, bis 66 kg
- Dawit Kewkischwili
Männer, bis 73 kg
- Nestor Chergiani
Männer, bis 60 kg
- Irakli Zirekidse (Gold )
Männer, bis 90 kg
- Lewan Schorscholiani
Männer, bis 100 kg

### Leichtathletik
- Dawit Ilariani
Männer, 110 m Hürden
- Mariami Kewkischwilli-Machawariani
Frauen, Kugelstoßen

### Ringen
- Dawit Bedinadse
Männer, griechisch-römisch, bis 60 kg
- Bessarion Gotschaschwili
Männer, Freistil, bis 55 kg
- Lascha Gogitidse
Männer, griechisch-römisch, bis 55 kg
- Giorgi Gogschelidse (Bronze )
Männer, Freistil, bis 96 kg
- Badri Chassaia
Männer, griechisch-römisch, bis 84 kg
- Manuchar Kwirkelia (Gold )
Männer, griechisch-römisch, bis 74 kg
- Rewas Mindoraschwili (Gold )
Männer, Freistil, bis 84 kg
- Ramas Nosadse
Männer, griechisch-römisch, bis 96 kg
- Gela Saghiraschwili
Männer, Freistil, bis 74 kg
- Otar Tuschischwili (Bronze )
Männer, Freistil, bis 66 kg

### Schießen
Frauen:
- Nino Salukwadse (Bronze )
Frauen, 10 m Luftpistole und 25 m Sportpistole

### Schwimmen
- Irakli Rewischwili
Männer, 200 m Freistil
- Ana Salnikowa
Frauen, 100 m Brust

### Trampolinturnen
- Luba Golowina
Frauen

### Turnen
- Ilia Giorgadse
Männer, Boden und Barren (Finale)